# Yoshinori Katsumata
Yoshinori Katsumata (勝又 慶典 Katsumata Yoshinori?), född 7 december 1985 i Shizuoka prefektur, är en japansk fotbollsspelare.
Katsumata började sin karriär 2008 i FC Machida Zelvia. Efter FC Machida Zelvia spelade han för Tochigi SC och AC Nagano Parceiro.